# اوکسونای
اوکسونای (به لاتین: Uksunay) یک منطقهٔ مسکونی در روسیه است که در سرزمین آلتای واقع شده‌است.